# Pád komunismu v Evropě
Pád komunismu v Evropě (nebo také Revoluce z roku 1989 či Revoluce ve východní Evropě) byla série revolucí, která ukončila vládu komunistických režimů v zemích evropského Východního bloku. Důležitý vliv na vývoj v ostatních evropských zemích měly události v tehdejším Sovětském svazu, kde vláda v druhé polovině 80. let vyhlásila tzv. politiku glasnosti a začala provádět ekonomické a politické reformy, známé pod názvem perestrojka. Vláda Sovětského svazu dala také jasně v průběhu roku 1988 najevo, že se již nadále nebude vměšovat do vnitropolitických záležitostí ostatních zemí Východního bloku.
Jako první se pak začal hroutit komunismus v Polsku, kde zdejší občané již v červnu 1989 mohli svobodně rozhodnout o složení části svého parlamentu. Následovalo Maďarsko, zde 8. října ukončila činnost Maďarská socialistická dělnická strana a v listopadu téhož roku se začaly rozpadat komunistické režimy i v NDR, Bulharsku a Československu. Jedinou zemí, kde se změna režimu neobešla bez výraznějšího násilí, bylo Rumunsko – tamější autoritářská vláda byla poražena až po několikadenní občanské válce v prosinci 1989. Během let 1989–1990 proběhly demokratické reformy v jugoslávských republikách a květnu 1990 začaly probíhat i v Albánii. Po neúspěšném pokusu o převrat, provedeném konzervativními komunisty v srpnu 1991, pokračoval demokratickou cestou i Sovětský svaz, a to i za cenu svého rozpadu na konci téhož roku.

## Úvod
Revoluce, které probíhaly ve východním bloku, měly již připravenou půdu. Mezi faktory, které ovlivnily události roku 1989, patřila inovační politika generálního tajemníka ÚV KSSS, Michaila Gorbačova, který nastoupil do tehdy nejvyšší politicko-mocenské pozice v roce 1985.
Změnily se postoje v mezinárodní politice. Šlo zejména o nahrazení konfrontační politiky[zdroj?] politikou mírovou (tzv. Sinatrova doktrína) a snahou o kooperaci, o uznání přednosti lidských hodnot před třídními a jinými rozpory a o zásadu řešení globálních problémů spoluprací a nikoliv v boji o dominanci. V sovětské zahraniční politice zmizela zásada nutnosti porazit nepřítele v podobě tábora imperialismu. Rovněž Američané se snažili zlepšit image Sovětského svazu, hlavně doma.
Také bylo jasné, že je potřeba reforma ve vnitřní politice; Gorbačova nová politika byla „politikou přestavby“ (rusky perestrojka), ideologicky nazývaná „obroda socialismu“, kde se objevují rysy kvalitativních změn systémové povahy a snaha o celkovou modernizaci sovětské společnosti.
Díky politice „glasnosti“ přestalo pronásledování neoficiálních názorů, což mělo za následek, že na sovětský systém, který byl založen na totální kontrole společenského pohybu, to působilo jako skutečně revolucionizující faktor. Začaly se šířit do té doby potlačované hodnotové a ideové postoje.
V oblasti hospodářství ale k pozitivním změnám nedošlo, situace se spíše vyhrotila ke zhoršení životní úrovně. Direktivní systém řízení přestával fungovat a žádný nový nevznikal. Narůstala nespokojenost lidí, kteří do politiky přestavby vkládali naděje na zlepšení životní úrovně, což plodilo nespokojenost a apatii.
Demokratizace v politické oblasti, zejména glasnosť, měla sice úspěch, ale oceňovali ji jen lidé z určitých společenských vrstev (spíše lidé ve městech, než vesničané, spíše inteligence, než dělníci, spíše mladí, než staří...). Tato politika osvobozovala lidi zdaleka ne jen s demokratickými postoji. Oslabení policejního státu otevřelo prostor mimo jiné i pro zvýšení kriminality.
Proti politice přestavby se formovaly sociální síly, které byly spjaté s dosavadním systémem. Mocenské vrstvy spojené s výkonem totální kontroly nad společností, s direktivním řízením ekonomiky a s vojenskoprůmyslovým komplexem cítili v pokračující přestavbě vážné ohrožení svých zájmů a privilegií.
Celkově lze říci, že do roku 1989 převládala atmosféra očekávání změn k lepšímu, vládnoucí elita sovětského systému hledala východisko ze systémové krize. Politická moc již nesplývala s mocí ekonomickou, byla rozrušena koncentrace moci a centralizace rozhodování, politická moc již nemohla účinně předepisovat způsob myšlení lidí. Sovětský systém se také přestal považovat za nadřazený vůči systémům jiným a dokonce přiznával svou krizi.
V tomto smyslu byla politika přestavby úspěšným počátkem systémových změn, otevřela proces, v jehož průběhu mohla politická moc v SSSR ztrácet svou totalitní povahu. Nový systém mohl mít otevřenou vývojovou perspektivu, ale mohl se také rozpadnout. Pro postupný transformační vývoj by však potřeboval sociální síly, které by měly zájem na právě takovém vývoji a také dostatek času bez vnitřního i mezinárodního napětí. Praktický vývoj od roku 1989 však tuto variantu vyloučil.
Ve chvíli, kdy dosavadní systém přestal být schopen fungovat jako totalitní diktatura, začaly narůstat rozpory a konflikty plynoucí z toho, že cíle přestavby nebyly dosaženy, a co víc, výsledkem byl spíše opak původních záměrů.
Zpočátku přestavby lidé sice věřili ve změnu k lepšímu, postupně ale tato víra zmizela a začal převládat pocit, že jde opět jen o další klam, že vše skončí navyklou stagnací. Silně poklesla role přesvědčení o „marxistickém světovém názoru“ jako jediného správného světonázoru. Vzrostlo vědomí, že příslušnost ke straně je nutná, ale znamená přizpůsobení se a předstírání. Lidé již také věděli, že sovětský systém v rozhodujících směrech zaostává za Západem. Reforma vyžadovala příliš mnoho trpělivosti a důvěry od společnosti, ale ta už je nebyla ochotna poskytnout.

## Revoluce roku 1989

### Polsko
V Polsku probíhala revoluce již od léta roku 1988, kdy se konaly velké demonstrace. Na oplátku za „společenský klid“ slíbil režim konstruktivní opozici jednání u kulatého stolu, což představovalo naději na jistý politický vývoj.
Veřejná jednání začala 8. února 1989 a hlavními tématy byly otázky voleb a reformy politického systému a také legalizace Solidarity jako odborového svazu.
V rámci Kulatého stolu mohla nová hnutí udělat pramálo, a tak se demonstrovalo dál. Stalo se to vlastně jakousi celostátní módou (V Poznani a v Gorzowě pochodovaly stovky lidí na protest proti stavbě jaderného reaktoru, ve Varšavě demonstranti najeli limuzínou do recepce československého velvyslanectví a provolávali hesla na podporu politických vězňů v Československu; asi 40 lidí drželo hladovku na protest uvěznění Václava Havla, ...). Některé demonstrace se obešly bez incidentů, jiné byly doprovázeny zatýkáním, některé i bitím. 22. března se konal mírový pochod, kterého se účastnilo několik tisíc demonstrantů (jeden odhad prý mluví o pěti tisících). Účastníci byli mírní, házeli policistům květiny.
5. dubna byl ukončen Kulatý stůl, při němž se dosáhlo mnoha důležitých dohod. Mezi hlavní patří nová legalizace Solidarity, odborový svaz dostal povolení vydávat deník a stanovení polosvobodných voleb.
16. května proběhla v Krakově na hlavním náměstí první antisovětská demonstrace. Druhý den se účastníci pokusili dobýt budovu sovětského konzulátu. Dalšího dne se potyčky s policií rozšířily po celém městě. Demonstranti házeli po policistech kameny a útočili na policejní auta, policie stříkala slzný plyn a používala vodní děla.
Na začátku června se konaly volby, které vyhrála Solidarita (získala 94 % hlasů). Prvním demokratickým prezidentem byl zvolen generál Jaruzelski, premiérem Tadeusz Mazowiecki ze Solidarity. V září se nová vláda Solidarity ujala moci.

### Maďarsko
Na jaře 1989 byl János Kádár uvolněn ze všech svých funkcí. Dne 16. června, přesně po 31 letech od popravy, se v Budapešti na Hősök tere za účasti 300 000 lidí, konal jedenáctihodinový pohřeb Imre Nagye a dalších zavražděných vůdců z povstání 1956, včetně prázdné rakve symbolizující všechny neznámé bojovníky. Na tomto pohřbu vystoupil pozdější premiér, v té době mladý vysokoškolský student Viktor Orbán (Fidesz) se svým projevem, ve kterém otevřeně prohlásil, že je nutné jednat o stažení sovětských vojsk z Maďarska a skoncovat s komunismem. Za svá slova sklidil bouřlivý potlesk. Tento akt se stal symbolem rozbřesku nové maďarské éry. János Kádár krátce na to dne 6. července zemřel, ve stejný den, kdy byl oficiálně rehabilitován Imre Nagy, kterého nechal v roce 1958 popravit.
Mezi červnem a zářím 1989 se sešli zástupci MSZMP s opozicí Kulatého stolu a dne 18. září podepsali dohodu, v níž zdůraznili své odhodlání vytvořit právní a politické podmínky pro přechod k pluralitní demokracii a k vládě práva a překonat vleklou společensko-hospodářskou krizi. Z iniciativy reformních komunistů se 7. října z MSZMP vytvořila nová strana – Magyar Szocialista Párt.
Následně došlo k sepsání prozatímní ústavy, která nahradila tu komunistickou z roku 1949. Změna ústavy byla uzákoněna 23. října 1989 v den výročí počátku protikomunistického Maďarského povstání z roku 1956. Téhož dne byl předseda parlamentu Mátyás Szűrös zvolen prozatímním prezidentem a v pravé poledne z balkónu Országházu slavnostně vyhlásil Třetí Maďarskou republiku. Krátce poté byla z budovy parlamentu odstraněna rudá hvězda.
První svobodné volby se konaly 25. března 1990, ve kterých jasně zvítězilo pravicové Magyar Demokrata Fórum se ziskem 164 mandátů. Na druhém místě skončilo rovněž pravicové SZDSZ se ziskem 93 mandátů a na třetím místě také pravicové FKgP se 44 křesly. Levicová MSZP skončila až čtvrtá a jen se 33 mandáty. 2. května 1990 se Úřadu prezidenta republiky ujal Árpád Göncz a 16. května se předsedou vlády stal József Antall. Prvním krokem jeho demokratické vlády bylo přijetí současného státního znaku dne 3. července 1990. Poslední vojska Sovětského svazu opouštějí Maďarsko dne 19. června 1991.

### NDR

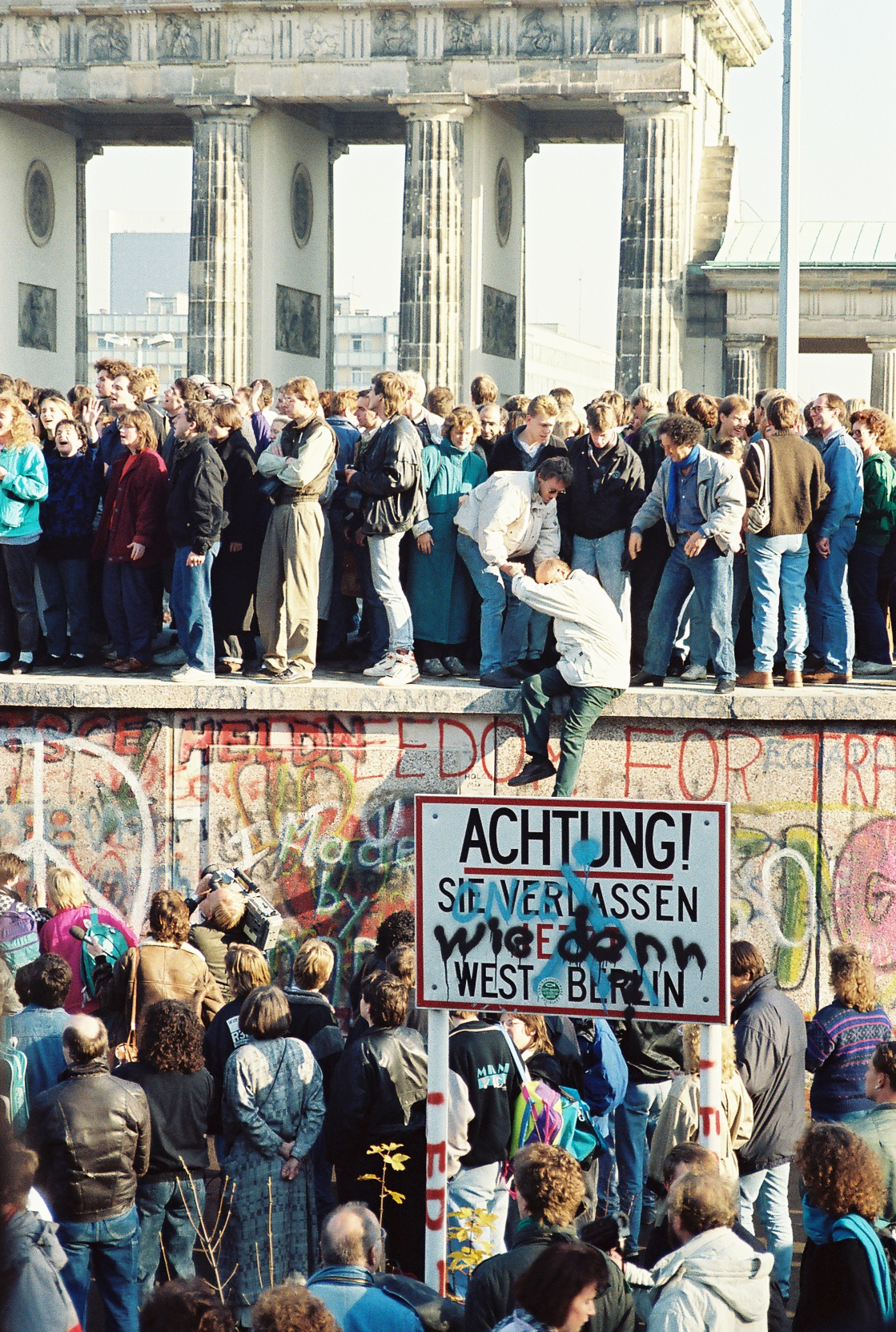
Berlínská zeď u Braniborské brány, 10. listopadu 1989

15. ledna proběhla v Lipsku demonstrace za lidská práva a konfrontace s režimem měsíc co měsíc sílila.
Zlom se ale odehrál v Maďarsku. Tam východoněmecké rodiny jezdily na dovolené a když Maďarsko otevřelo hranice s Rakouskem, rozhodly se tyto rodiny emigrovat (první vlna emigrantů opustila blok v srpnu). V září komunističtí vůdci ve Východním Berlíně omezili cestování do Maďarska; zájemci o emigraci zamířili do Československa.
V polovině září se konala týden trvající schůze disidentů. Ta vedla k založení Nového fóra, které se stalo nejhlasitějším navrhovatelem politické změny.
Na začátku října se v Lipsku konaly další demonstrace. Policie i občané předpokládali, že vše vyústí v konfrontace, a to možná násilné. Policisté byli připraveni i střílet. Za scénou však výzvy prominentních osobností a sovětského velvyslanectví přesvědčily některé stranické vůdce, aby změnili taktiku. Policie se střelby zdržela a Lipsko se tak vyhnulo masakru.
Východní Německo se však nemělo reformovat ani měnit. Berlínská zeď padla vlastně náhodou. Když Gorbačov řekl, že nemá nic proti nové úpravě cestování, režim, který se zoufale snažil udržet v čele davu, rozhodl otevřít hranice pouze částečně. Když vládní mluvčí nesprávně přečetl zprávu, která to ohlašovala, a zmatený strážce na přechodu ustoupil před dychtivými Berlíňany, kteří obléhali jeho přechod, začala se berlínská zeď hroutit. To se stalo 9. listopadu a tehdy začalo sjednocování západního a východního Německa.

### Československo
V lednu se konaly pokojné demonstrace k 20. výročí smrti Jana Palacha. Týden policie bojovala, aby se vypořádala s opoziční iniciativou, bylo zatčeno a zbito mnoho lidí. Energie z Palachova týdne se rozšířila na celé město i zemi a plodila nové způsoby, jak odolávat komunistickému režimu a destabilizovat jej.
21. února byl Václav Havel uvězněn za podněcování veřejných nepokojů. Proti rozsudku se zvedla vlna nevole po celém světě.
Od jara se v Praze i Bratislavě demonstrovalo za zlepšení životního prostředí, známé je např. hnutí Pražské matky.
Tradiční oslavy Prvního máje byly příležitostí pro opozici, která uprostřed davu na Václavském náměstí rozvinula transparenty. Zároveň se o několik ulic dál konal běh, kterým chtěli jeho organizátoři upozornit na politické vězně. V Plzni se 6. května sešlo několik set lidí, aby uctili památku padlých amerických vojáků; jeden z účastníku dokonce mával americkou vlajkou.
V červnu vydala Charta 77 petici Několik vět; do konce měsíce ji podepsalo téměř 2000 lidí.
V srpnu proběhly demonstrace k 21. výročí sovětské okupace, kde již tradičně došlo ke střetu s policií. Přijelo dokonce padesát Maďarů, aby vyjádřili podporu a snahu o spolupráci opozic. Paidrac Kenney uvádí, že „kdyby byly události toho dne nabraly trochu jiný obrat, mohla revoluce vážně začít už tehdy, o tři měsíce dřív. I když by možná nebyla sametová.“
Na podzim vzniklo studentské hnutí STUHA (Jiří Dienstbier, Marek Benda, Šimon Pánek), které mělo jako svůj hlavní úkol naplánovat demonstraci k 17. listopadu a sepsat výzvu, která se tam bude číst. V posledních týdnech před 17. listopadem do Prahy přijelo skoro šest tisíc východních Němců a utábořili se v uličkách Malé Strany u západoněmeckého velvyslanectví. (Československo bylo totiž jedinou dostupnou zemí, kam se mohli uchýlit ti, kdo se rozhodli pro útěk z NDR.) Proti takovému počtu cizinců byl československý režim bezmocný. Pak uprchlíci dostali souhlas s bezpečným přechodem do Západního Německa. 9. listopadu padla berlínská zeď. Pražští studenti si připomněli německou rozhodnost a o týden později se vydali na pochod.
V Plzni na schůzi Socialistického svazu mládeže zase dva studenti začali vyprávět, co viděli a slyšeli na festivalu české kultury v tehdy již svobodném Polsku a ignorovali hrozby přítomných příslušníků tajné bezpečnosti.
V Teplicích se konala demonstrace proti znečišťování ovzduší. Policie reagovala obušky a vodními děly. Ale dalšího dne stranický šéf po schůzce se skupinou místních intelektuálů, kteří mu předložili petici, slíbil, že uspořádá veřejné shromáždění o ekologické situaci. Lidé chtěli dialog už dávno a zde viděli, že to není nemožný cíl. Naděje, že režim bude ochotný k diskusi, možná povzbudila i k účasti na demonstraci 17. listopadu.
17. listopadu proběhla demonstrace studentů, kteří se sešli při příležitosti výročí uzavření českých škol v roce 1939, na níž studenti házeli na policisty květiny a na oplátku dostávali rány obušky. Zmláceno bylo velké množství mladých lidí a později se začala šířit i fáma o smrti jednoho z nich.
Druhý den ráno se studenti sešli, aby se poradili, co dělat dál. Uvědomovali si, že dialog již není možný. U koně svatého Václava přečetl Petr Placák prohlášení o událostech předchozího večera. V následujících dnech se Václavské náměstí stalo centrem revoluce. Studenti DAMU vyhlásili stávku a připojili se k nim i pražští herci. Jejich prostřednictvím se zprávy o stávkách nesly celou zemí.
19. listopadu bylo v pražském Činoherním klubu založeno Občanské fórum, 20. listopadu proběhla stávka na většině vysokých škol a divadel v Československu, 25. listopadu prezident republiky Gustáv Husák udělil amnestii sedmi politickým vězňům.
KSČ se ocitla pod silným tlakem nejen vnitřním ze strany demonstrantů, ale nemohla očekávat ani podporu zvenčí, protože většina ostatních komunistických režimů se již rozpadla. Obojí jistě hrálo roli, když se KSČ rozhodla vzdát se mocenského monopolu.
10. prosince podal Gustáv Husák demisi a jmenoval první ne zcela komunistickou vládu od roku 1948. 28. prosince se Alexander Dubček stal předsedou Federálního shromáždění a 29. prosince byl zvolen Václav Havel prezidentem Československa.

### Rumunsko
V listopadu na 14. sjezdu rumunských komunistů odsoudil takřka neomezený vládce Nicolae Ceaușescu změny, které probíhaly ve východní Evropě, jako zradu revoluce a současně se dal opět jednomyslně zvolit generálním tajemníkem strany.
17. prosince došlo ke střetu tajné policie s davem lidí, bránících svého kněze před nuceným vystěhováním. Další dny se konaly demonstrace se stále sílící účastí. Výsledkem byla stovka mrtvých. Když se o tom lidé dozvěděli, demonstrace se rozšířily po celém Rumunsku. Ceaușescu zorganizoval masové shromáždění, které mu mělo vyjádřit podporu. Lidé ale místo toho začali překřikovat jeho projev. Na to nařídil policii střílet. Na několika místech Bukurešti došlo k přímým bojům s demonstranty, zemřelo dalších 40 lidí. Ceaușescu nařídil armádě zakročit. Té ale už došla trpělivost a přidala se na stranu národa. V bojích mezi armádou a velmi početnou tajnou policií v následujících dnech zemřelo několik set lidí.
USA informovaly SSSR, že nebudou nic namítat, kdyby chtěl zakročit proti Ceaușescuovi. Ceaușescu cítil ohrožení a pokusil se o útěk, ale lidé si jej našli, obvinili z genocidy a korupce, odsoudili jej a popravili.
Skupina anticeausescovských komunistů a intelektuálů vydala prohlášení o převzetí moci, ukončení přestavby vesnic, rozpuštění policie a kontrole armády, o ukončení všech omezení cestování do zahraničí a po Novém roce následovala amnestie pro všechny politické vězně.

### Bulharsko
V Bulharsku se v listopadu na demonstraci proti devastaci životního prostředí ozvalo prvních 10 000 hlasů volajících po demokracii. Do týdne odstoupil z funkce první tajemník bulharské komunistické strany Todor Živkov, následovalo zrušení tajné policie a zákona o protisocialistické agitaci. 18. listopadu se v Sofii sešlo 50 000 lidí na demonstraci proti vedoucí úloze komunistické strany. Vymohli si legalizaci demonstrací a povolení existence nekomunistických stran.

## 1990–1991

### Mongolsko
Mongolsko se k vlně revolucí v komunistických zemích připojilo až začátkem roku 1990. Demonstrace za rychlejší přijímání sovětské perestrojky mongolským vedením probíhaly na Suchbaatarově náměstí v hlavním městě Ulanbaataru od ledna. 7. března zahájili někteří z disidentů protestní hladovku a brzy se k nim připojilo množství dalších protestujících. 9. března komunistická vláda podala demisi. Ještě téhož roku proběhly první svobodné volby, které však opět vyhráli komunisté. Ti pak vládli až do roku 1996, avšak nevrátili se již k původnímu totalitnímu stylu vládnutí. Po volbách v roce 1996 přešli komunisté do opozice.

### Albánie
Albánie přečkala rok 1989 bez výraznějších politických změn. To, že zde pád komunistického režimu probíhal pomaleji, než v ostatních východoevropských zemích, bylo způsobeno jednak velkou izolací země od okolního světa (včetně ostatních zemí východního bloku), jednak tvrdou diktaturou, která v Albánii vládla od konce 2. světové války, ale také tím, že zde neexistovala organizovaná opozice ani disidentské hnutí. Albánské obyvatelstvo se však přesto o událostech roku 1989 ve Východní Evropě mohlo dozvědět jak ze zahraničního vysílání (z Jugoslávie a Itálie), tak z domácích státních sdělovacích prostředků. Albánští komunisté dokonce oficiálně uvítali pád Ceaușescova režimu v Rumunsku. Interpretovali jej jako svržení revizionistické vládnoucí kliky a spravedlivý trest za zradu socialistických ideálů. Právě rumunské události však nakonec zapůsobily jako katalyzátor prvních protirežimních demonstrací.
Demonstrace v Albánii začaly v lednu 1990 ve Shkodře (Skadaru). Celý rok 1990 byl pak již plný stávek a demonstrací. Mezi nejvýznamnější z nich patřila demonstrace 5. července, na které vláda reagovala 13. července svoláním vlastního stotisícového shromáždění na svou podporu. Pod vlivem těchto událostí se začal urychlovat proces demokratizace a také rozkol uvnitř vládnoucí strany ASP (Albánská strana práce). 12. prosince 1990 byla v Tiraně založena Demokratická strana, která se stala první opoziční politickou stranou v poválečných dějinách země. V lednu následujícího roku byla Demokratická strana legalizována. Politický pluralismus se od té doby stále více rozšiřoval (vznikl nezávislý tisk, zakládaly se nové politické strany).
Za vyvrcholení albánské revoluce lze považovat události z února 1991, kdy proběhla v Tiraně další demonstrace (asi 100 000 lidí), při níž lidé povalili na hlavním náměstí sochu někdejšího albánského stalinistického diktátora Envera Hodžy (vládl v letech 1944–1985) a zbavili ji hlavy. Protestující žádali mimo jiné přejmenování univerzity, která nesla diktátorovo jméno, dále požadovali demisi vlády a svobodné volby. Jednotky armády ani bezpečnosti proti nim nezasáhly. 31. března 1991 se pak za vysoké účasti voličů konaly první svobodné volby. Vítězem voleb se však stali opět komunisté, kteří byli od vlády odstaveni až následující rok po dalších parlamentních volbách, které už vyhrála Demokratická strana. Je třeba zmínit, že ačkoliv revoluce v Albánii nebyla tak krvavá jako v Rumunsku, neobešla se zcela bez obětí na životech. Několik lidí bylo například zabito při střetech mezi ortodoxními příznivci bývalého diktátora (tzv. hodžisty) a sympatizanty Demokratické strany.

## Rozpad Sovětského svazu
Sovětský svaz se počátkem 80. let nacházel ve špatné ekonomické situaci a navíc v oblasti zahraniční politiky musel čelit nekompromisnímu postupu administrativy amerického prezidenta Ronalda Reagana. K opatrným reformám v zemi přistoupil v omezené míře již Jurij Andropov, generální tajemník ÚV KSSS v letech 1982–1984.
Rozhodující byl však až okamžik, kdy do čela státu nastoupil v březnu 1985 Michail Gorbačov. Zpočátku se snažil o mírné reformy, které by neznamenaly výraznější zásah do stávajícího systému. Neměl však v komunistické straně příliš pevnou pozici a také narazil na nedokonalé fungování zkostnatělého a lhostejného byrokratického státního aparátu spolu s rozmáhající se korupcí. Aby získal podporu širší veřejnosti, přistoupil zejména po 27. sjezdu KSSS v únoru 1986 k hlubším reformám, zvaným perestrojka a k otevřenějšímu řešení společenských problémů – tzv. glasnosti. Ještě v roce 1987 však musel Gorbačov čelit silné opozici konzervativního křídla komunistické strany, které se intenzivně reformám bránilo a dařilo se mu tak zatím spíše na poli zahraniční politiky. Zde se dohodl s USA na snížení stavu jaderných zbraní a v důsledku toho se začaly snižovat náklady státu na zbrojení. Trend útlumu sovětské vojenské angažovanosti ve světě vyvrcholil stahováním vojsk z Afghánistánu, ke kterému došlo na základě smlouvy z dubna 1988.
V lednu 1987 byla v zemi de facto zrušena cenzura, což znamenalo postupný vzestup vlivu tisku a inteligence na dění ve společnosti. To umožnilo Gorbačovovu vedení provádět již během roku 1988 radikálnější reformy, příkladem může být zákon z ledna téhož roku, který dával podnikům více pravomocí v oblasti mzdové a cenové politiky. Důležitá byla určitá demokratizace voleb státních a stranických orgánů a hlavně přesun části pravomocí komunistické strany na Sjezd lidových poslanců.
Sovětské reformní vládě ale snižoval popularitu neúspěch při zvládání stále silnější ekonomické krize, navíc ji začal ohrožovat nacionalismus jednotlivých svazových republik. To se výrazně projevilo při již částečně svobodných volbách do Sjezdu lidových poslanců z března 1989, kde uspěli zastánci nezávislosti zejména z Pobaltí. Gorbačov měl zpočátku Sjezd díky své politické obratnosti pod kontrolou, v březnu 1990 přispěl ke zrušení 6. článku ústavy SSSR, což znamenalo konec vedoucí role komunistické strany ve státě. Svou kompromisní politikou se však nezavděčil ani radikálům, kteří usilovali o rychlejší demokratizaci země, ani konzervativnímu křídlu komunistické strany, jehož cílem bylo zastavení reforem, a generální tajemník se tak začal dostávat do izolace.
Během roku 1990 vzrůstal vliv vůdce radikálních reformistů, Borise Jelcina, který v červnu tohoto roku na jejím posledním, 28. sjezdu, komunistickou stranu opustil. Jelcinovým cílem se stal rozpad Sovětského svazu a posílení jeho postavení v Rusku, kde byl zvolen v červnu 1991 do funkce prezidenta. V průběhu roku 1991 byly odstředivé tendence národů SSSR stále zřetelnější a pokračoval jeho rozpad. Dohodu o větší autonomii jednotlivých republik, iniciovanou Gorbačovem, zmařil pokus o státní převrat provedený 18. srpna konzervativními komunisty a částí bezpečnostních složek. Ten byl však špatně připraven a jen zvýšil popularitu Borise Jelcina, který se na barikádách postavil do čela lidového odporu; na jeho stranu rychle přešla i armáda. Ruský prezident hned poté nařídil komunistické straně na ruském území zastavit činnost a tento příkaz potvrdil 24. srpna i sám Gorbačov. Rusko nastoupilo cestu radikálních ekonomických reforem a 21. prosince se vytvořením Společenství nezávislých států definitivně rozpadl Sovětský svaz.